# Dolichurus amamiensis
Dolichurus amamiensis là một loài côn trùng cánh màng trong họ Ampulicidae, thuộc chi Dolichurus. Loài này được Tsuneki and Iida miêu tả khoa học đầu tiên năm 1964.